# Universal powerline bus
Universal Powerline Bus (UPB) è un protocollo di software proprietario per la comunicazione power-line fra dispositivi usato per la domotica. Il cablaggio elettrico domestico viene utilizzato per inviare dati digitali tra i dispositivi UPB tramite pulse-position modulation.
La comunicazione può essere peer to peer, senza bisogno di un controller centrale.
L'indirizzamento UPB consente 250 dispositivi per casa e 250 case per trasformatore, consentendo un totale di oltre 64.000 indirizzi di dispositivi, e gli interruttori possono coesistere con altri sistemi di comunicazione powerline all'interno della stessa casa.
UPB è simile al protocollo di comunicazione power-line X10 (standard industriale). Il metodo di comunicazione UPB è 100-1000 volte più affidabile rispetto all'attuale tecnologia X10 e 10-100 volte più affidabile rispetto alle tecnologie powerline CEBUS o LONWORKS.

## Interoperabilità
Il controllo dei dispositivi UPB è parzialmente supportato dal progetto software OpenHAB.